# Willy Komen
Willy Rutto Komen  (né le 22 décembre 1987 dans le district de Marakwet) est un athlète kényan, spécialiste du 3 000 m steeple. 

## Biographie
Il se révèle en 2006 en remportant la médaille d'or du 3 000 m steeple lors des championnats du monde juniors de Pékin après avoir remporté les championnats d'Afrique juniors en 2005.
En 2007, à Alger, il remporte les Jeux africains en devançant son compatriote Ezekiel Kemboi.
Il se classe troisième des championnats d'Afrique 2008, à Addis-Abeba en Éthiopie, derrière Richard Mateelong et Michael Kipyego.

### Palmarès
| Date | Compétition                    | Lieu        | Résultat | Épreuve         | Performance   |
| ---- | ------------------------------ | ----------- | -------- | --------------- | ------------- |
| 2005 | Championnats d'Afrique juniors | Tunis       | 1er      | 3 000 m steeple |               |
| 2006 | Championnats du monde juniors  | Pékin       | 1er      | 3 000 m steeple | 8 min 14 s 00 |
| 2007 | Jeux africains                 | Alger       | 1er      | 3 000 m steeple | 8 min 15 s 11 |
| 2008 | Championnats d'Afrique         | Addis-Abeba | 3e       | 3 000 m steeple | 8 min 41 s 98 |

### Records
| Épreuve         | Performance   | Lieu      | Date              |
| --------------- | ------------- | --------- | ----------------- |
| 3 000 m steeple | 8 min 11 s 18 | Bruxelles | 14 septembre 2007 |